# راسل فرای (بازیکن فوتبال)
راسل فرای (انگلیسی: Russell Fry؛ زادهٔ ۴ دسامبر ۱۹۸۵) بازیکن فوتبال اهل بریتانیا است.
از باشگاه‌هایی که در آن بازی کرده‌است می‌توان به باشگاه فوتبال یورک سیتی، باشگاه فوتبال هال سیتی، باشگاه فوتبال نورث فریبی یونایتد، و باشگاه فوتبال بوستون یونایتد اشاره کرد.
وی همچنین در تیم‌های ملی فوتبال زیر ۲۰ سال انگلستان بازی کرده‌است.